# Wrightia
Genre
Wrightia est un genre de plantes à fleurs de la famille des Apocynaceae, de la sous-famille des Apocynoideae, originaire des régions tropicales de l'Est de l'Afrique, du Sud et Sud-Est de l'Asie et d'Autralasie, qui comprend une trentaine d'espèces acceptées.

## Caractéristiques générales

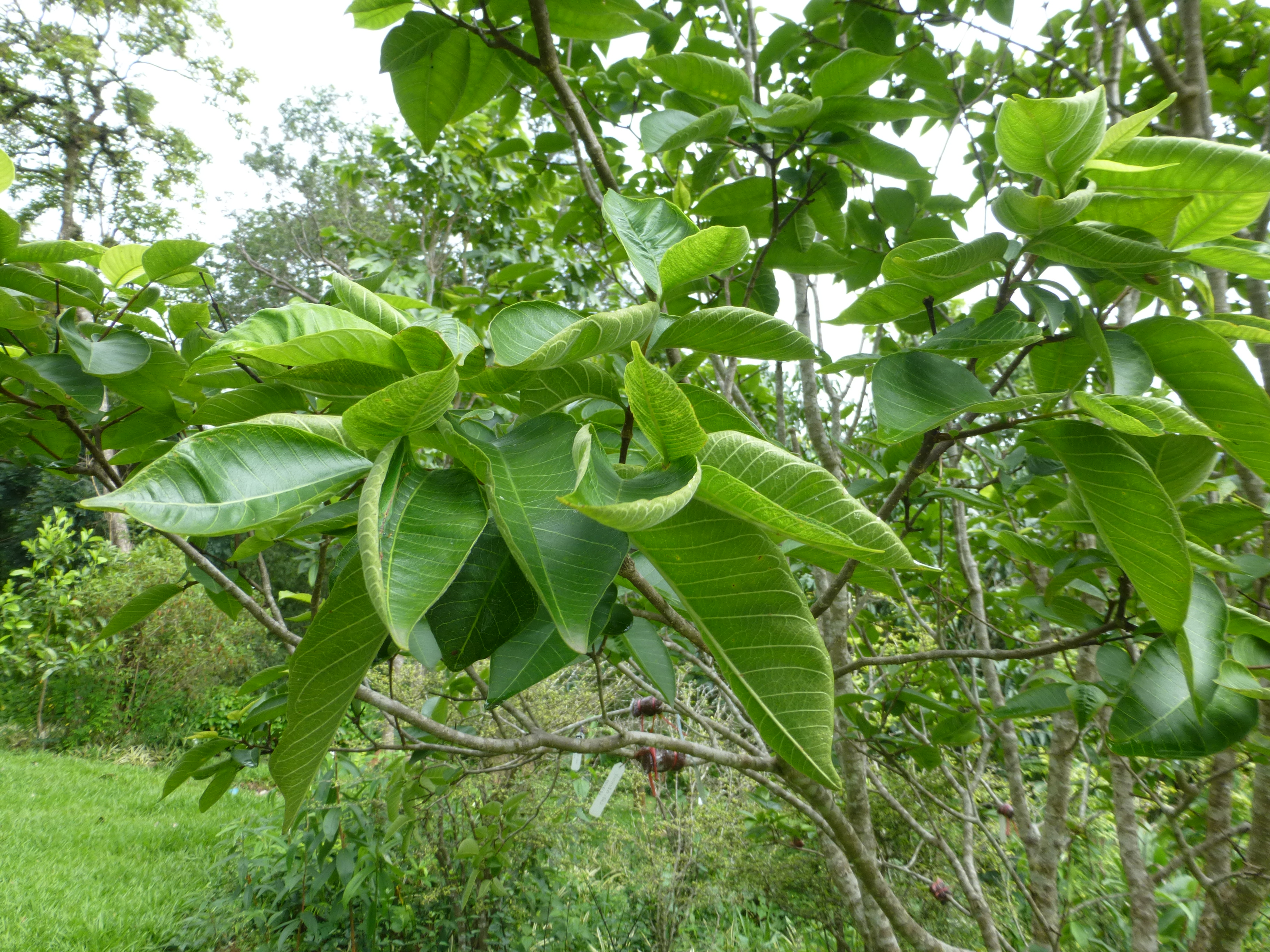
Wrightia sirikitiae, au Jardin botanique de la reine Sirikit, en Thaïlande.

Les plantes du genre Wrightia sont des arbres ou des arbustes à latex.  

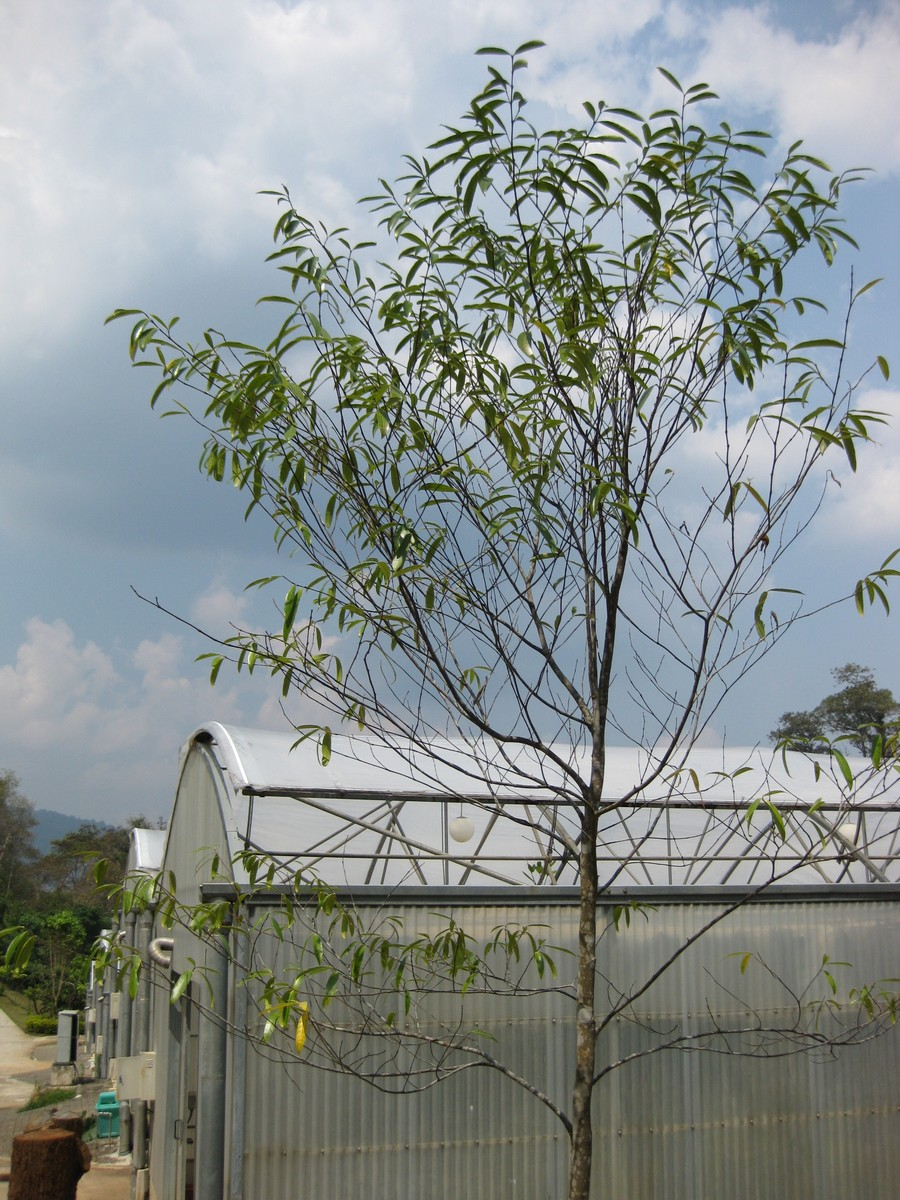
Wrightia dubia, au Jardin botanique de la reine Sirikit, en Thaïlande.

Les feuilles, pétiolées, sont opposées, avec des glandes axillaires. 
Les inflorescences sont des cymes terminales ou subterminales, dichasiales (à croissance bipare), comptant un nombre de fleurs variable. 
Les sépales présentent 5 à 10 glandes basales, en forme d'écailles. 
La corolle, tubulaire, en entonnoir ou rotacée, comprend un tube cylindrique à campanulé, avec des lobes se chevauchant vers la gauche. La couronne est ligulée, frangée ou en forme de coupe, entière ou sub-entière à l'apex, divisée plus ou moins profondément, parfois absente. Les étamines sont insérées au milieu, à l'apex ou plus rarement à la base du tube de la corolle. Les  anthères sont sagittées, conniventes et adhérentes à la tête du pistil, exsertes, éperonnées à la base. Les ovaires, au nombre de 2, sont distincts ou connés, avec de nombreux ovules dans chaque loge. Le style est filiforme, la tête du pistil est ovoïde, généralement dilatée à la base. 
Les fruits sont composés de 2 follicules, connés ou divariqués. 
Les graines étroitement fusiformes, présentent une aigrette apicale dirigée vers la base du fruit, sans bec.

## Taxinomie

### Étymologie
Le nom générique, « Wrightia » est un hommage à William Wright (1740-1827), médecin et botaniste écossais. 

### Synonymes
Selon Plants of the World online (POWO) (10 novembre 2020) :
- Balfouria R.Br.
- Piaggiaea Chiov.
- Scleranthera Pichon
- Walidda (A.DC.) Pichon

### Liste d'espèces
Selon Plants of the World online (POWO) (10 novembre 2020) :
- Wrightia angustifolia Thwaites
- Wrightia annamensis Eberh. & Dubard
- Wrightia antidysenterica (L.) R.Br.
- Wrightia arborea (Dennst.) Mabb.
- Wrightia calcicola D.J.Middleton
- Wrightia candollei S.Vidal
- Wrightia coccinea (Roxb. ex Hornem.) Sims
- Wrightia collettii Ngan
- Wrightia demartiniana Chiov.
- Wrightia dolichocarpa Bahadur & Bennet
- Wrightia dubia (Sims) Spreng.
- Wrightia flavidorosea Trimen
- Wrightia flavorosea Trimen
- Wrightia hanleyi Elmer
- Wrightia indica Ngan
- Wrightia karaketii D.J.Middleton
- Wrightia kwangtungensis Tsiang
- Wrightia laevis Hook.f.
- Wrightia lanceolata Kerr
- Wrightia lecomtei Pit.
- Wrightia natalensis Stapf
- Wrightia novobritannica (Ngan) D.J.Middleton
- Wrightia palawanensis D.J.Middleton
- Wrightia poomae D.J.Middleton
- Wrightia puberula (Thwaites) Ngan
- Wrightia pubescens R.Br.
- Wrightia religiosa (Teijsm. & Binn.) Benth. ex Kurz
- Wrightia saligna (R.Br.) F.Muell. ex Benth.
- Wrightia siamensis D.J.Middleton
- Wrightia sikkimensis Gamble
- Wrightia sirikitiae D.J.Middleton & Santisuk
- Wrightia tinctoria (Roxb.) R.Br.
- Wrightia tokiae D.J.Middleton
- Wrightia viridiflora Kerr